# Chinasat 20
O Chinasat 20, também conhecido por Shen Tong 1 (ST-1) e Zhongxing 20 (ZX-20), é um satélite de comunicação geoestacionário chinês construído pela China Academy of Space Technology (CAST). Ele está localizado na posição orbital de 103 graus de longitude leste e é operado pelo Exército de Libertação Popular. O satélite foi baseado na plataforma DFH-3 bus e sua expectativa de vida útil era de 8 anos.

## Lançamento
O satélite foi lançado com sucesso ao espaço no dia 14 de novembro de 2003, por meio de um veiculo Longa Marcha 3A a partir do Centro Espacial de Xichang, na China. Ele tinha uma massa de lançamento de 2 300 kg.

## Capacidade e cobertura
O Chinasat 20 é equipado com transponders nas bandas C e Ku para fornecer comunicação militar para a China.